# Myria (institution)
 (février 2017).
Myria est le nom donné au Centre fédéral migration. C'est une institution publique belge indépendante créée en 2014 et issue du Centre pour l’égalité des chances et la lutte contre le racisme. Elle vise à améliorer la connaissance en matière de droits des étrangers, de lutte contre la traite et le trafic des êtres humains.